# Les Derniers Soldats du roi
Les Derniers Soldats du roi (Gli ultimi soldati del re) est le journal de guerre d'Eugenio Corti, publié en 1994.

## Résumé
Ce journal consigne les combats des soldats italiens regroupés dans des unités régulières qui, après la chute du régime fasciste, de 1944 à 1945, ont rejoint les troupes anglo-américaines et alliées pour libérer le nord et le centre de l'Italie, occupés par les Allemands.

## Genèse de l'œuvre
Après l'armistice signé par l'Italie en septembre 1943 et la dislocation de l'armée, Eugenio Corti traverse les lignes allemandes et rejoint les unités du Corps Italien de Libération. Lieutenant d'artillerie de la division parachutiste Nembo, il va se battre aux côtés des Alliés intégré dans la Huitième Armée britannique.

## Extraits
Sentiment de l'auteur après la bataille de Filottrano.
Adieu maintenant Filottrano; et adieu à toi aussi, cœur de notre jeunesse. Le temps passant, qui sait combien d'évènements ont dû se succéder là -bas, et, bien sûr, au long des années de débat politique, le jugement porté sur notre action aura plus d'une fois changé (les rengaines habituelles pour ou contre l'armée...) Par la suite, et c'est bien naturel, les gens nous auront complètement oubliés. Seul le cœur de nos morts, là-bas, s'est arrêté à l'heure de leur jeunesse.  (page 209)

## Accueil critique
L'histoire de ces derniers soldats du roi a souvent été passée sous silence, y compris dans l'historiographie italienne, qui a toujours privilégié l'action des maquisards.

## Éditions/traductions
- Gli ultimi soldati del re, Edizioni Ares, 1994
- Les Derniers Soldats du roi, trad. par Gérard Genot et François Livi, Éditions de Fallois/L'Âge d'Homme, 2004  (ISBN 2-87706-544-8)